# 木奇语
木奇语(自称：wa11 ɲə11)是老挝北部一种彝语。分布在丰沙里省本代县Ipoeching村(Shintani 2001)。

## 系属分类
木奇语是西拉语方言连续体的姐妹群，后者包括西拉语、基尔语、搓梭语、帕札语和帕那语。